# Windsemaphor Cuxhaven

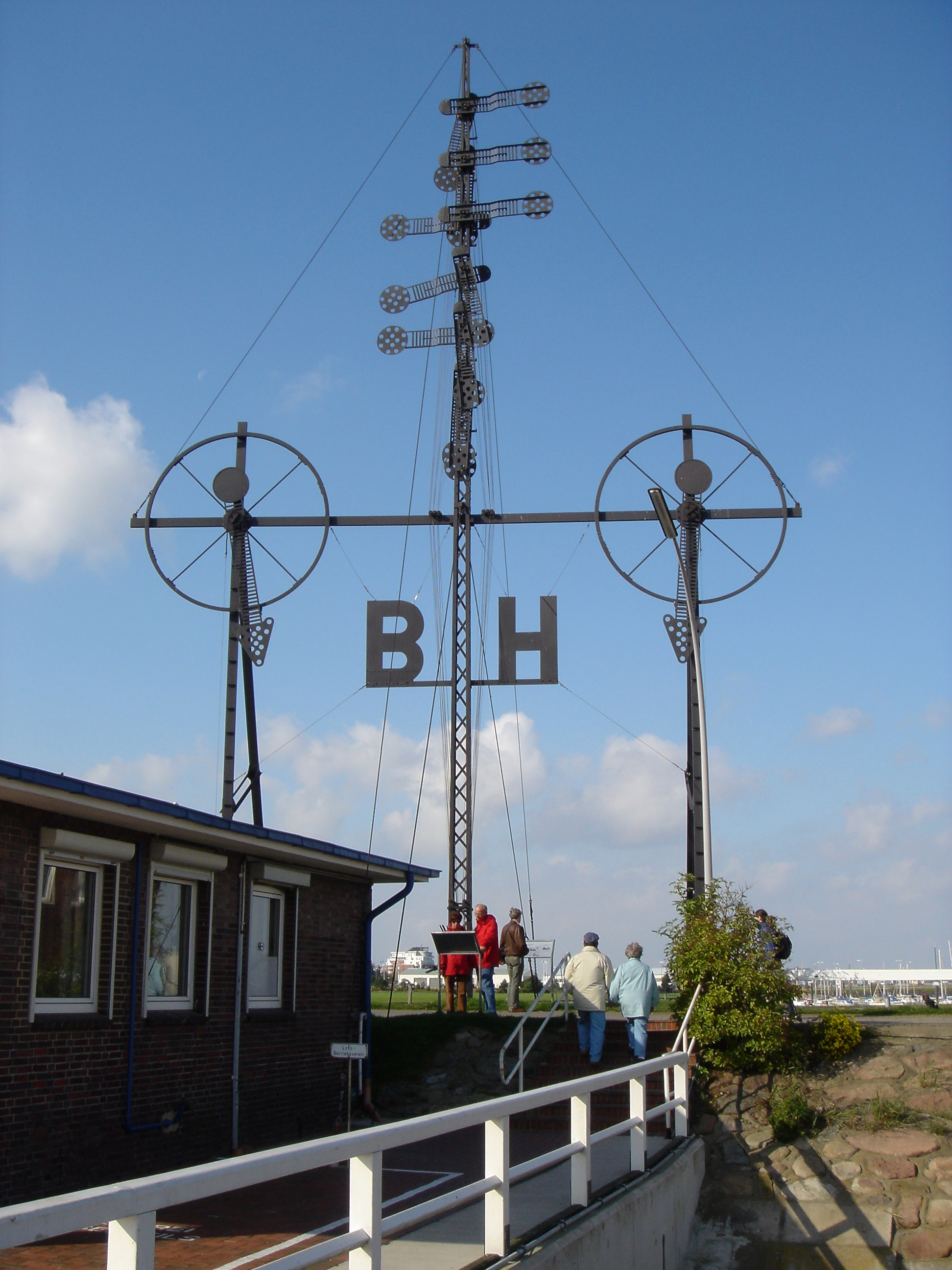
Windsemaphor in Cuxhaven am 6. Oktober 2004: Jeweils Südwind um 6 Beaufort auf Borkum (li.) und Helgoland

Der Windsemaphor an der Alten Liebe in Cuxhaven ist eine Einrichtung zur optischen Übermittlung von Wetterinformationen an Schiffe, die von der Elbmündung in Richtung Nordsee fahren. Er gibt Windgeschwindigkeit und -richtung auf den Inseln Borkum und Helgoland mit Zeigern und Signalarmen an. 
Die 1883/84 erstmals erbaute Anlage wurde nach einem Sturmschaden 1904 neu errichtet. Mit Einführung der Funktechnik verlor sie bald an Bedeutung für die Seefahrt und wird heute als technisches Denkmal in Betrieb gehalten. Der Cuxhavener Semaphor ist die letzte im Originalzustand erhaltene Anlage ihrer Art in Europa.

## Geschichte
Die Technik des Semaphors (griechisch: Zeichenträger) greift zurück auf die seit 1794 zunächst in Frankreich und später auch in anderen europäischen Ländern eingesetzte optische Zeigertelegrafie. Schon zwischen 1837 und 1850 betrieb der Altonaer Kaufmann Johann Ludwig Schmidt eine optische Telegrafenlinie mit mehreren Stationen von der Cuxhavener Elbmündung nach Hamburg als Schiffsmeldedienst. Derartige Linien auf dem Festland wurden in der zweiten Hälfte des 19. Jahrhunderts schnell durch die zuverlässige und schnellere elektrische Telegrafie abgelöst. Weil die drahtgebundene neue Technik für Nachrichten zwischen Schiffen und Küste nicht nutzbar war, wurde bis zur Durchsetzung der Funktechnik am Anfang des zwanzigsten Jahrhunderts auf See ausschließlich optisch und akustisch kommuniziert.
Die für auslaufende Schiffe zunächst unbekannten Wind- und Wetterverhältnisse auf See erhöhten die Risiken für Besatzung, Schiff und Ladung beträchtlich. Deshalb wurde auf Betreiben des Nautischen Vereins Hamburg der Cuxhavener Semaphor erbaut, an dem Seeleute stets die aktuelle Wetterlage der Deutschen Bucht ablesen konnten. Windsemaphore ähnlicher Bauart wurden auch an der Wesermündung am Leuchtturm Hoheweg, im ostpreußischen Memel, sowie in Pillau, Schiewenhorst und auf der Halbinsel Hela errichtet.
Die Cuxhavener Anlage wurde bis zum Jahr 1902 von der Seewarte Cuxhaven betrieben. Danach wurde diese Aufgabe von der Marineverwaltung übernommen. Bei einem schweren Sturm am 21. November 1903 wurde der Semaphor zerstört. Eine größere und stabilere Anlage wurde an der gleichen Stelle am 1. Dezember 1904 in Betrieb genommen. Im Jahre 1968 gab es Pläne, den nicht mehr benötigten Semaphor abzureißen. Nach Widerstand durch die Cuxhavener Bevölkerung wurde die Anlage jedoch erhalten, ab dem 3. April 1971 als technisches Denkmal geschützt und weiter offiziell in Betrieb gehalten. Im Jahre 1982 wurde der Semaphor schließlich außer Dienst gestellt. Auf private Initiative wird er aber nach wie vor auf die aktuellen Wetterdaten von Borkum und Helgoland eingestellt. Der Windsemaphor zählt heute zu den touristischen Attraktionen Cuxhavens. Er wurde inzwischen mit einer erklärenden Schautafel des Cuxhavener Stadtmuseums versehen.

## Bauweise

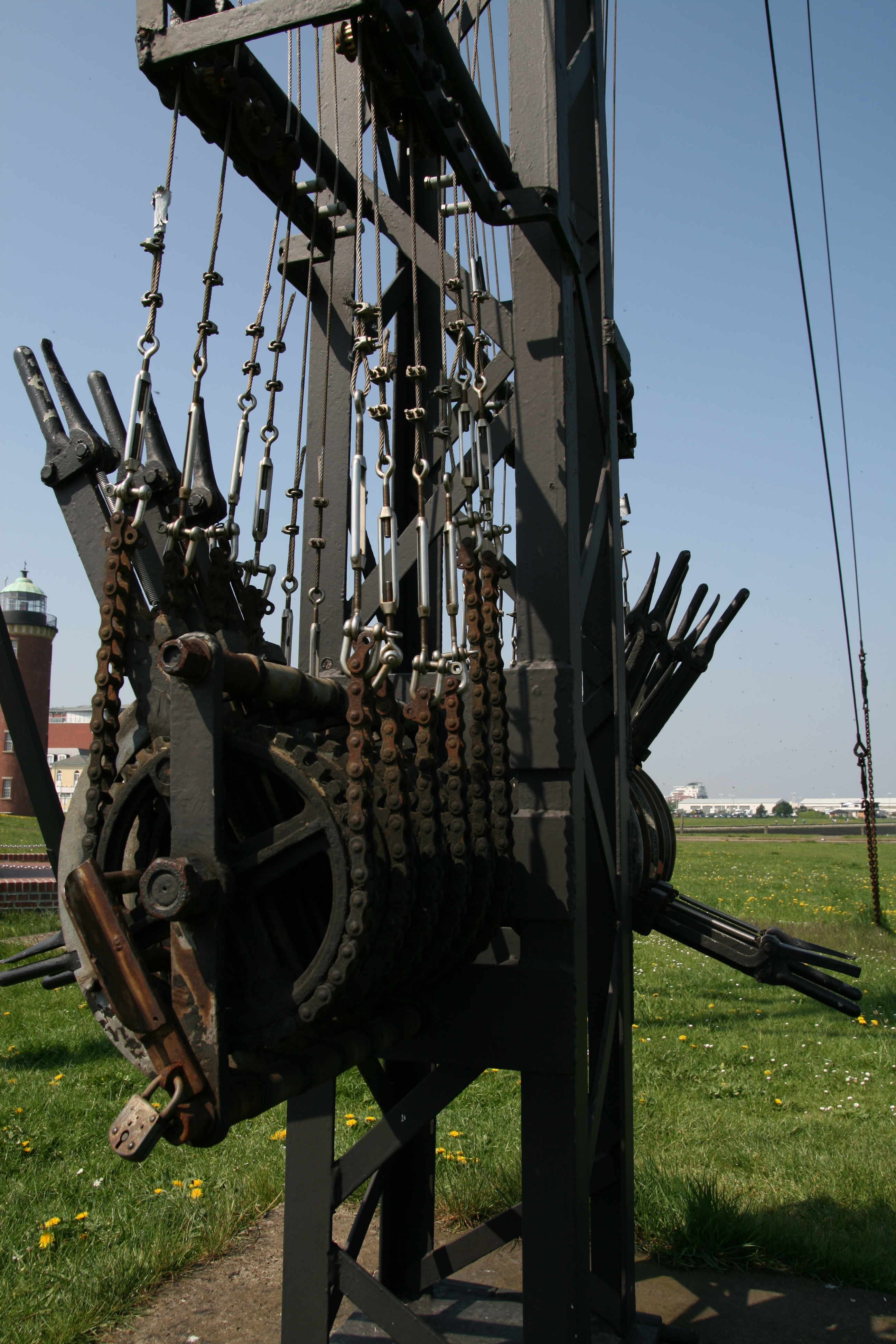
Stellhebel für die Indikatoren zur Übermittlung der Windgeschwindigkeit

Für die erste Anlage von 1883/84 wurde der Schiffsmast des in der Unterelbe gestrandeten Schiffes „Aurora“ verwendet, vermutlich aus Kostengründen. Die zweite, Ende 1904 in Betrieb genommene Anlage wurde als Stahlkonstruktion erstellt und ist bis heute unverändert erhalten.
Der zur Elbmündung ausgerichtete Semaphor besteht aus einem Stahlgerüst, das mit Drahtseilen miteinander und mit dem Erdboden verspannt ist. Zwei massive und nach hinten abgestützte Masten an der linken und rechten Seite tragen in etwa zehn Metern Höhe die Zeiger für die Windrichtungen auf Borkum (linke Seite) und Helgoland (rechte Seite). 
Eine Querverstrebung verbindet diese beiden äußeren Masten auf Höhe der Zeigerachsen mit dem höheren, verstrebten Mittelmast. Dieser trägt darüber sechs Indikatorenpaare zur Anzeige der Windgeschwindigkeit auf beiden Inseln. Diese Zeigerarme werden, ebenso wie die Anzeigen zur Windrichtung, mittels Hebeln am Erdboden verstellt, deren Bewegungen mit Drahtseilen an die Indikatoren übertragen werden.
Unterhalb der Indikatoren sind am mittleren Mast die großen Buchstaben B und H als Abkürzung der Inselnamen angebracht.

## Betrieb

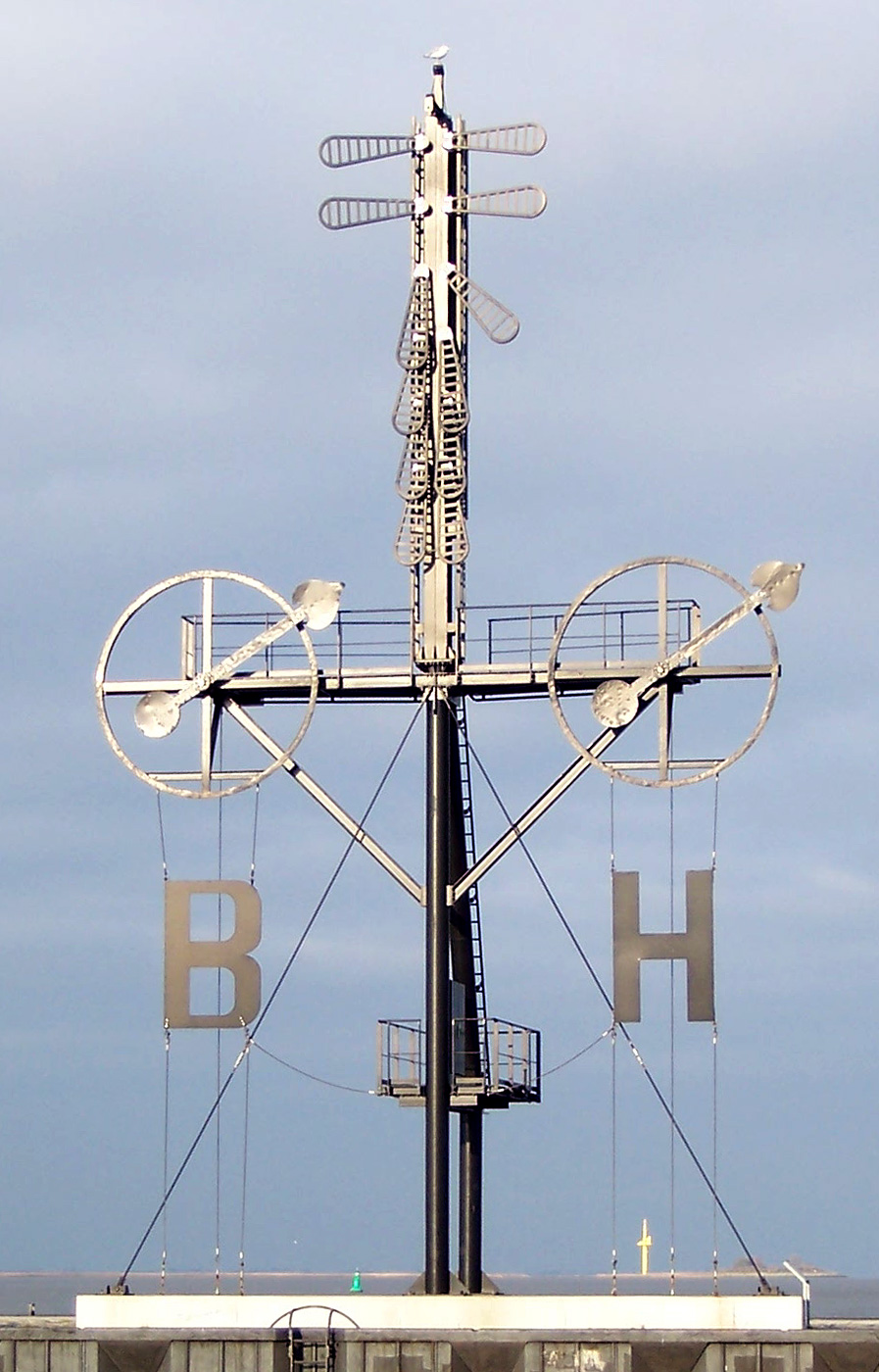
Windsemaphor in Bremerhaven

Die Informationen über Windgeschwindigkeit und -richtung gingen zweimal täglich telegrafisch aus Borkum und Helgoland ein; ebenso oft wurde die Anlage entsprechend eingestellt. Die kreisrunden Anzeigen links und rechts stellten mit je einem Zeiger die Windrichtung auf den beiden Inseln dar, wobei diese Darstellung einer Windrose entspricht.
Die jeweils sechs Indikatoren für jede Insel verbleiben entweder in der hängenden Nullstellung oder stehen, rechtwinklig zum Mast ausgestellt, jeweils für zwei Windstärken der Beaufortskala. Darstellbar sind also die Windstärken 2, 4, 6, 8, 10 und 12. Dabei handelt es sich um eine vergleichsweise simple Codierung: Der Preußische optische Telegraf etwa konnte mit der Hälfte der Indikatoren unter Ausnutzung verschiedener Winkelstellungen 4096 unterschiedliche Zeichen darstellen. Die einfache Anzeigeweise des Windsemaphors dürfte die sichere Ablesbarkeit von See jedoch wesentlich erleichtert haben.

## Windsemaphor Bremerhaven
Der unter Verwendung einiger Originalteile (die Buchstaben „B“ und „H“ sowie die beiden Windrosen) rekonstruierte Windsemaphor vom Leuchtturm Hohe Weg steht seit 2005 in der Einfahrt zum Neuen Hafen in Bremerhaven. Alle Zeiger wurden mit einem Getriebemotor ausgerüstet, um alle zwei Stunden die online gesendeten meteorologischen Daten vom Deutschen Wetterdienst anzuzeigen.